# Pablo Íñiguez
Pablo Íñiguez de Heredia Larraz (Burgos, 20 gennaio 1994) è un calciatore spagnolo, difensore svincolato.

## Biografia
È figlio di Roberto Íñiguez, un cestista con precedenti nella Liga ACB, massima serie spagnola.

## Carriera

### Club
All'età di nove anni, nell'estate 2003, viene accostato al Villarreal, che lo fa accedere alle proprie squadre giovanili. Viene convocato in prima squadra il 19 novembre 2011, nell'incontro vinto contro il Betis, senza tuttavia entrare in campo.
L'esordio con la squadra B avviene il 14 gennaio 2012, nell'incontro pareggiato 0-0 con il Cartagena. Nella stagione trova continuità tanto da disputare tutti i 29 incontri rimanenti della Segunda Divisíon. Le brillanti performance difensive gli permettono di guadagnarsi un posto in prima squadra, con la quale debutterà il 2 dicembre dello stesso anno nell'incontro perso per 0-1 contro l'Elche.

### Nazionale
Ha rappresentato la nazionale Under-17 nel 2011, esordendo nell'incontro vinto 3-1 contro il Belgio, tra il 2012 e il 2013 l'Under-19 e quindi l'Under-20, nel 2014 arriva anche la convocazione per l'Under-21 in un'amichevole persa 1-4 contro il Belgio.